# Colquitt County
Colquitt County is een county in de Amerikaanse staat Georgia.
De county heeft een landoppervlakte van 1.430 km² en telt 42.053 inwoners (volkstelling 2000). De hoofdplaats is Moultrie.

## Bevolkingsontwikkeling

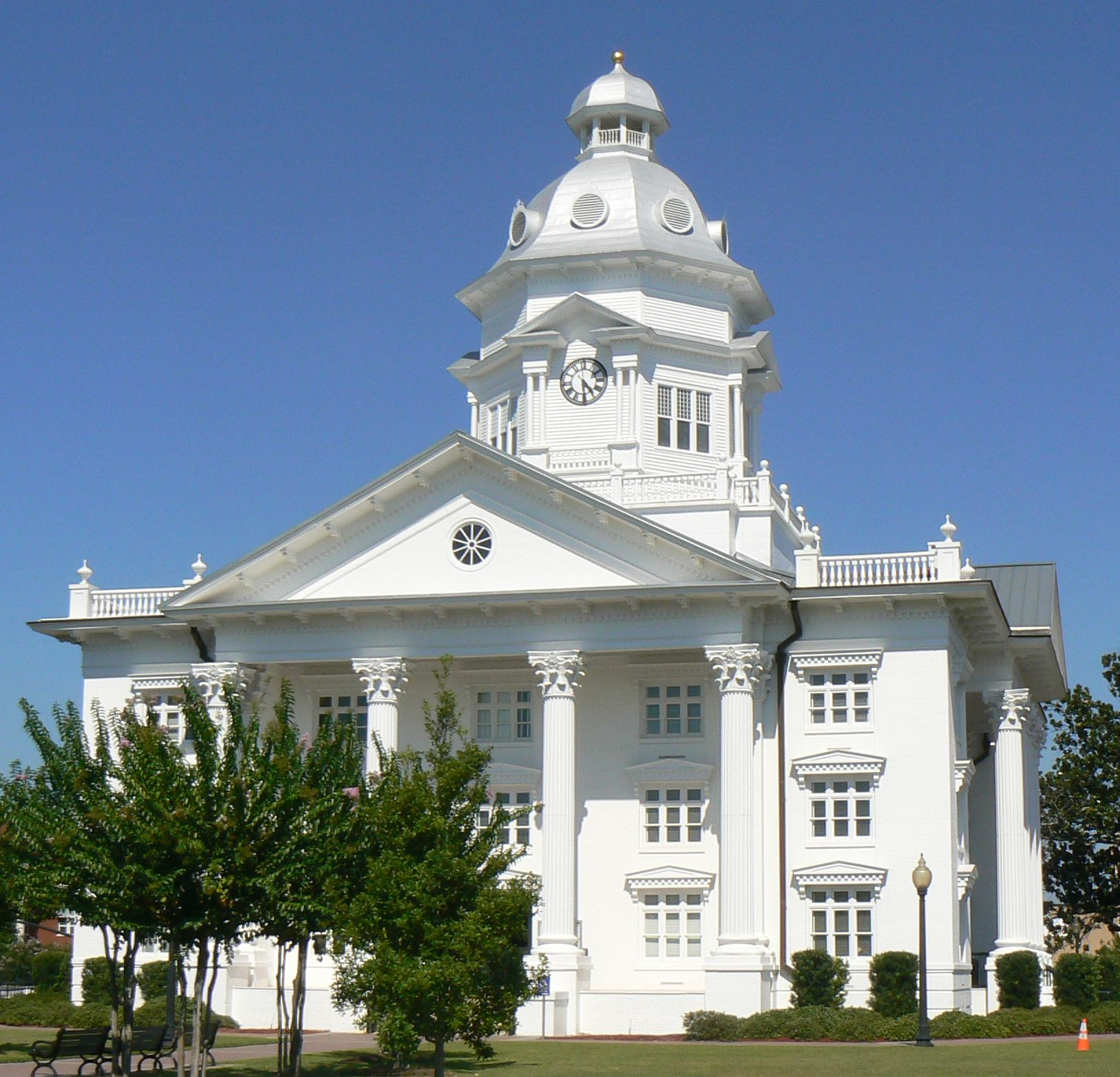
Colquitt County Courthouse